# Li Paladini
Das gut erhaltene Quellheiligtum Li Paladini liegt abseits der Straße von Calangianus nach Tempio Pausania, unweit des Flusses Rio Badu Mela, an den Hängen des Monte di Deu etwa 200 m vom Protonuraghe Agnu, in der Nähe des Gigantengrabes von Pascaredda in der Provinz Nord-Est Sardegna auf Sardinien.

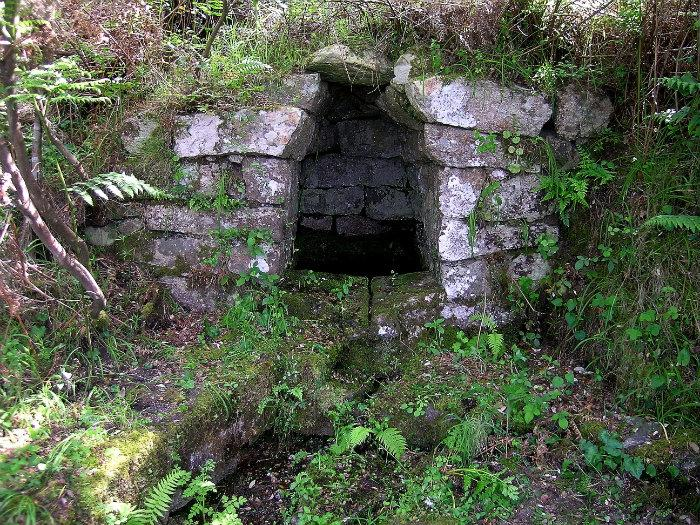
Fonte Sacra Li Paladini

Das Quellenhaus von Li Paladini ist eine stufenlose Anlage, weil das Quellwasser bis an die Oberfläche der Brunnenkammer steigt. Die Wandstruktur ist intakt und eine leicht trapezoide Öffnung bildet den Zugang zum rechteckigen Innenraum, der mit zwei Granitplatten von mittlerer Größe bedeckt ist. Die Struktur des Innenraumes der Quelle, mit ihren quadratische Blöcken und der Form, wird mit dem Brunnenheiligtum Santa Anastasia verglichen.
In der Nähe liegt die Protonuraghe Agnu.